# Witold Gerutto
Witold Gerutto (ur. 1 października 1912 w Harbinie, zm. 13 października 1973 w Konstancinie) – polski lekkoatleta, wieloboista, działacz sportowy i trener. Absolwent Wydziału Prawa Uniwersytetu Warszawskiego (1938).
Zawodnik klubów: Cresovia Grodno, AZS Wilno, Warszawianka, BOS Warszawa, Syrena Warszawa, Ogniwo Warszawa. Uczestnik Igrzysk Olimpijskich w Londynie (1948). Wicemistrz Europy w dziesięcioboju (1938) – 7006 p. 2-krotny medalista Akademickich Mistrzostw Świata w 1939 (2. miejsce w pchnięciu kulą – 14.68, 3. miejsce w rzucie dyskiem – 43.92). 17-krotny mistrz Polski (skok wzwyż, pchnięcie kulą, rzut dyskiem, rzut oszczepem, dziesięciobój), 6-krotny halowy mistrz Polski, rekordzista Polski w dziesięcioboju. W 1938 uznany najlepszym lekkoatletą Polski. W Plebiscycie Przeglądu Sportowego zajął wówczas 5. miejsce.
Jeden z czołowych organizatorów i szkoleniowców słynnego Wunderteamu, prezes PZLA od grudnia 1967 do 1969, członek Komisji Technicznej IAAF (od 1958), później członek Rady EAA. Dla uczczenia pamięci Gerutty od 1974 rozgrywano coroczne zawody wieloboistów o Memoriał Witolda Gerutty.
Pochowany na Cmentarzu Wojskowym na Powązkach (kwatera A33-5-10).

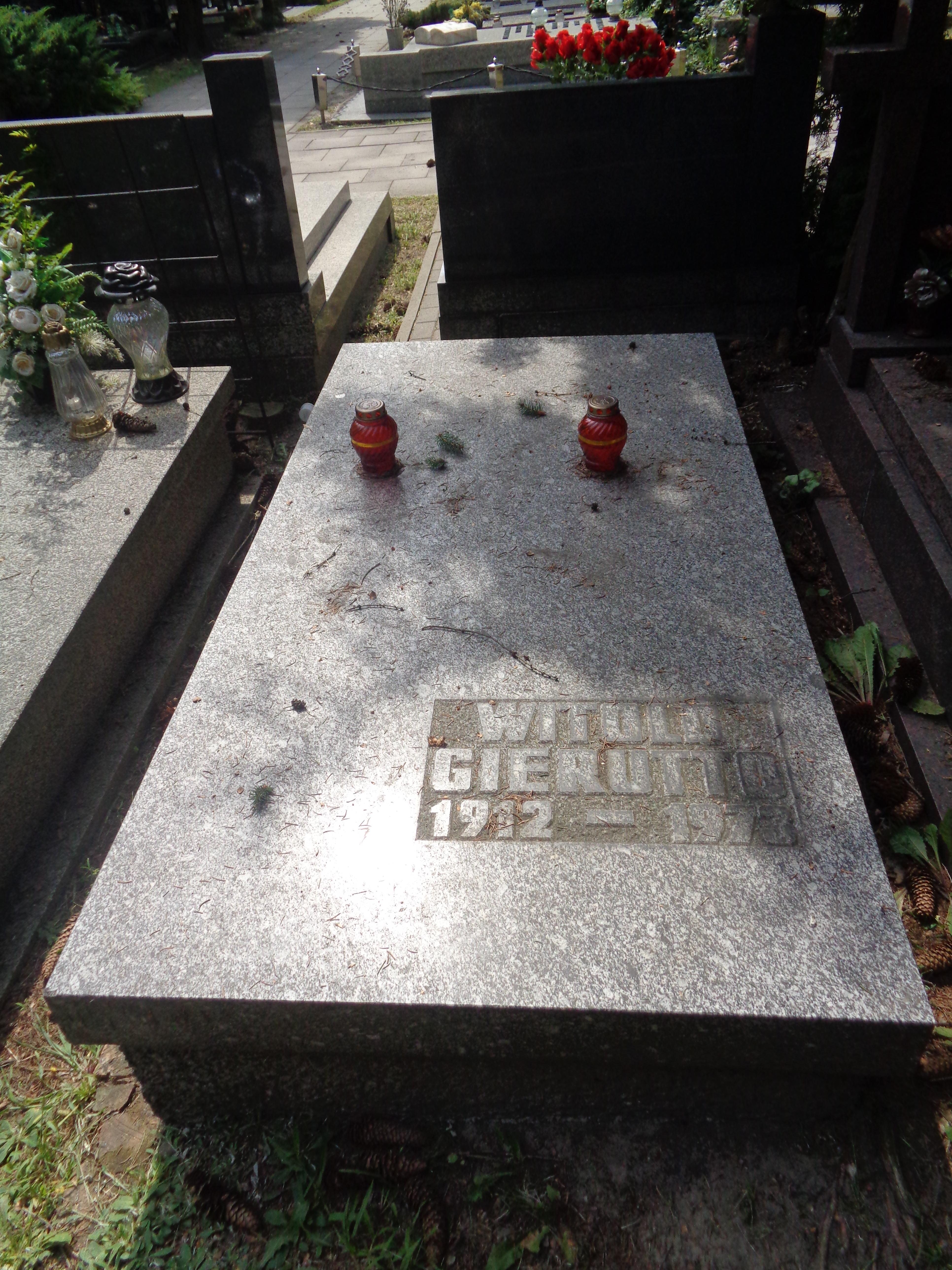
Grób Witolda Gerutto na Cmentarzu Wojskowym na Powązkach